# ضريح دارا الثاني
ضريح دارا الثاني (بالفارسية: آرامگاه داریوش دوم) ضريح تاريخي يعود إلى أخمينيون، ويقع في مرودشت. هذا المبنى هو قبر دارا الثاني.

## معرض صور

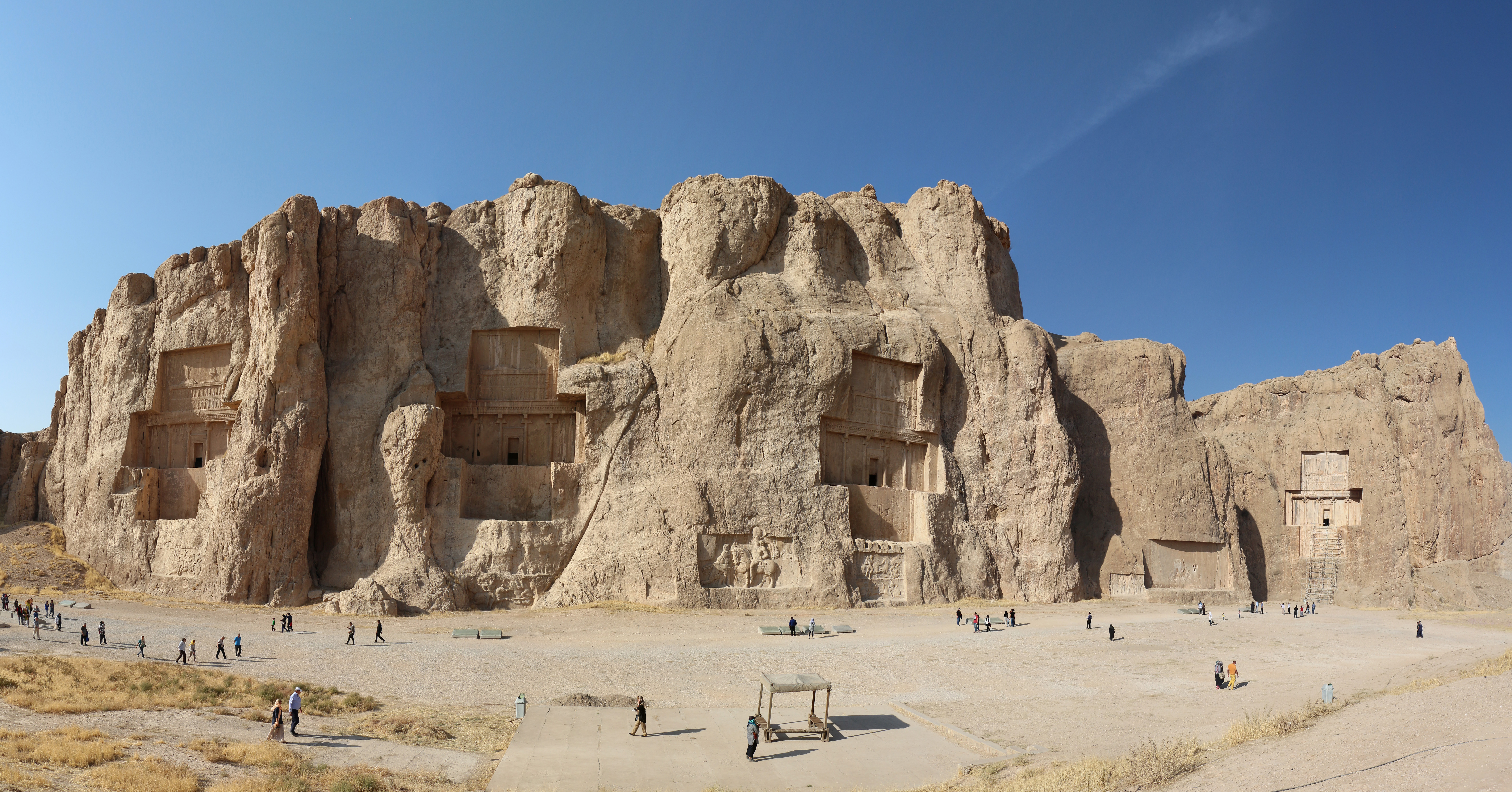
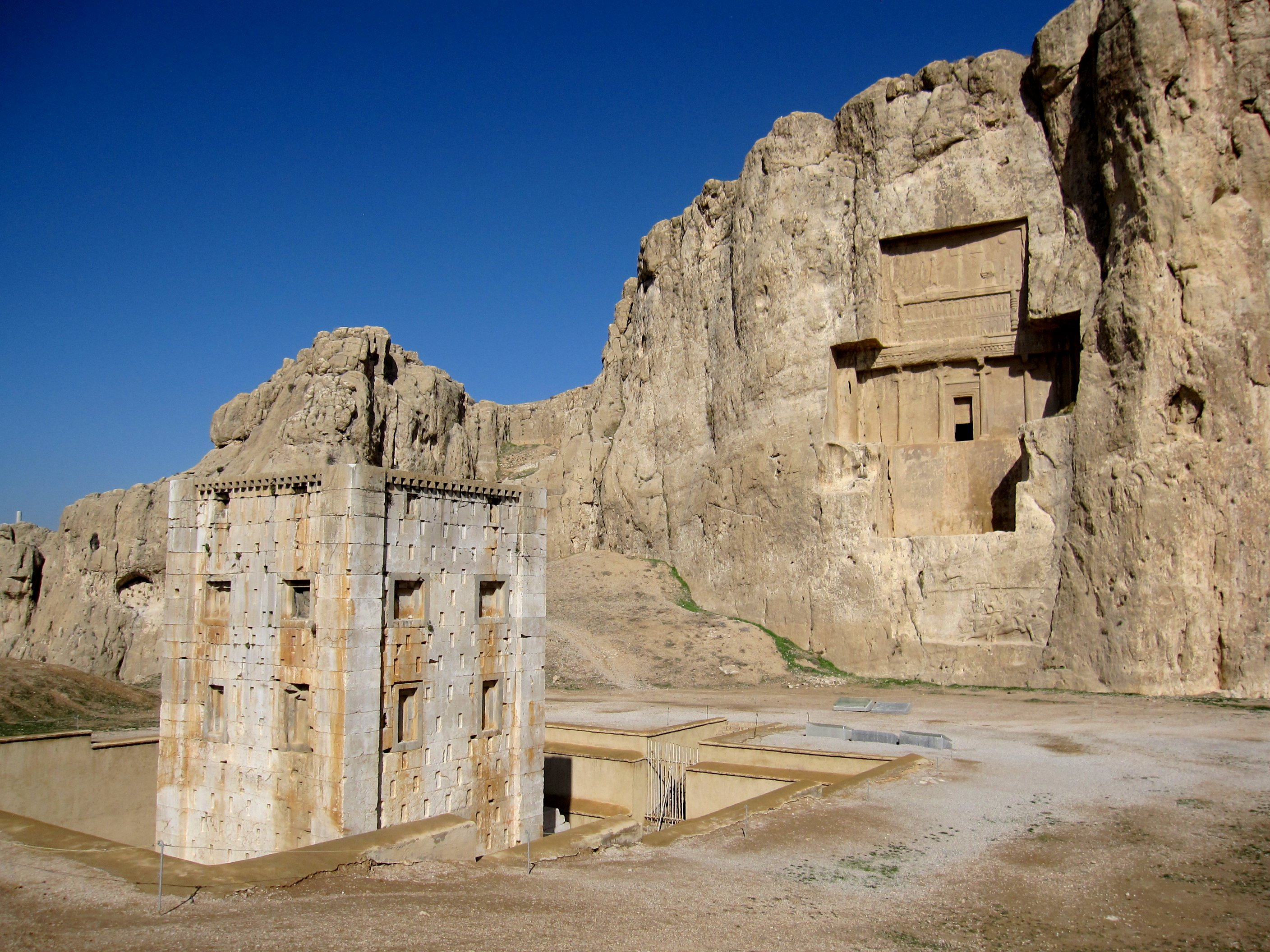
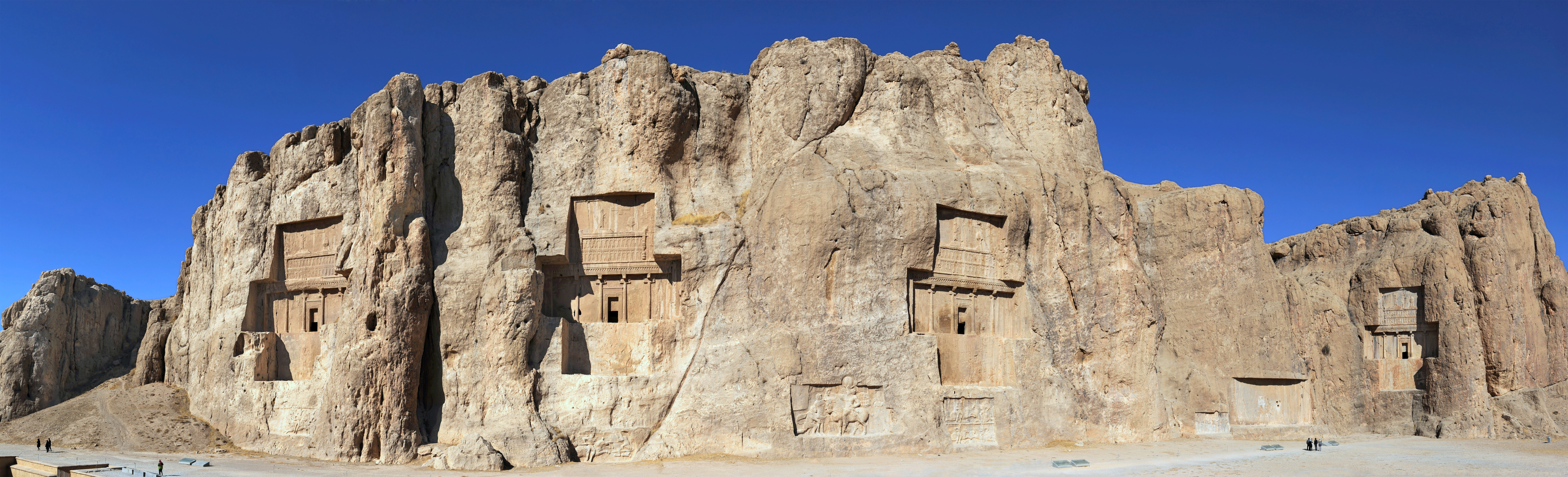
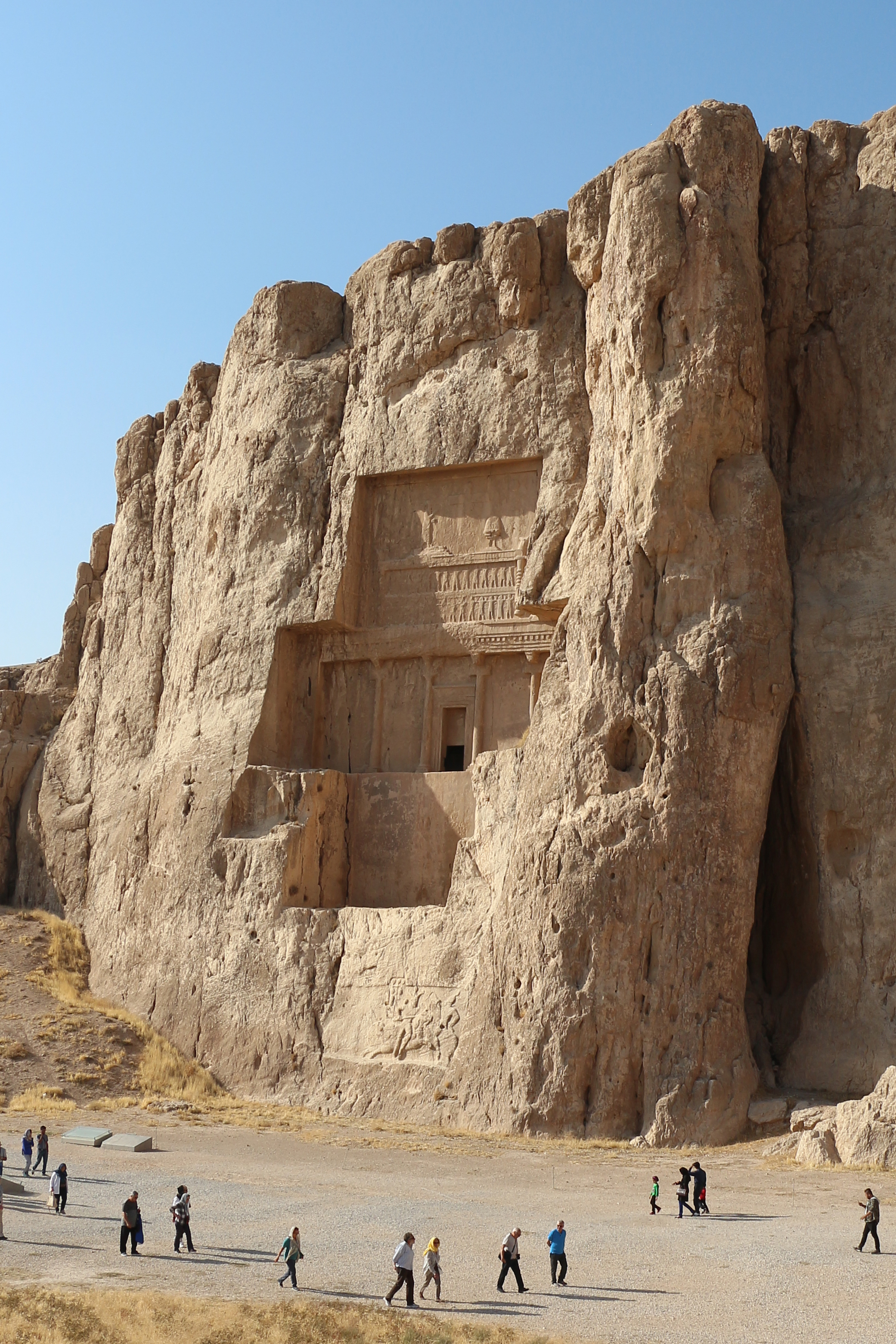